# موتور تاج‌محمد رییسی
موتور تاج‌محمد رییسی روستایی در دهستان پیشین بخش پیشین شهرستان راسک استان سیستان و بلوچستان ایران است.

## جمعیت
بر پایه سرشماری عمومی نفوس و مسکن در سال ۱۳۹۵ جمعیت این روستا ۵۲۵ نفر (۱۲۰خانوار) بوده‌است.